# Healy Lake
Pour les articles homonymes, voir Healy (homonymie).
Healy Lake est une localité d'Alaska (CDP) aux États-Unis, appartenant à la Région de recensement de Southeast Fairbanks. Sa population était de 13 habitants en 2010.
Elle est située sur la rivière Healy, à 47 km à l'est de Delta Junction.
Son nom a été référencé dès 1914. L'école a fermé en 1999 par manque d'élèves. Sa population est partagée entre les Athabascans et les non indigènes.
Les températures extrêmes vont de −36 °C en hiver à 22 °C en été.
L'activité locale est basée sur le tourisme estival.

## Démographie
| 1980 | 1990 | 2000 | 2010 |
| ---- | ---- | ---- | ---- |
| 33   | 47   | 37   | 13   |